# Langrenus (cràter)
Langrenus és un prominent cràter d'impacte localitzat prop de l'extremitat oriental lunar. La seva forma és circular, però apareix allargat a causa de l'escorç. Es troba en la costa oriental del Mare Fecunditatis. Al sud es troba un parell de cràters sobre els que destaca: Vendelinus i Lamé, una mica més petit.

Localització de Langrenus (part superior dreta de la imatge)
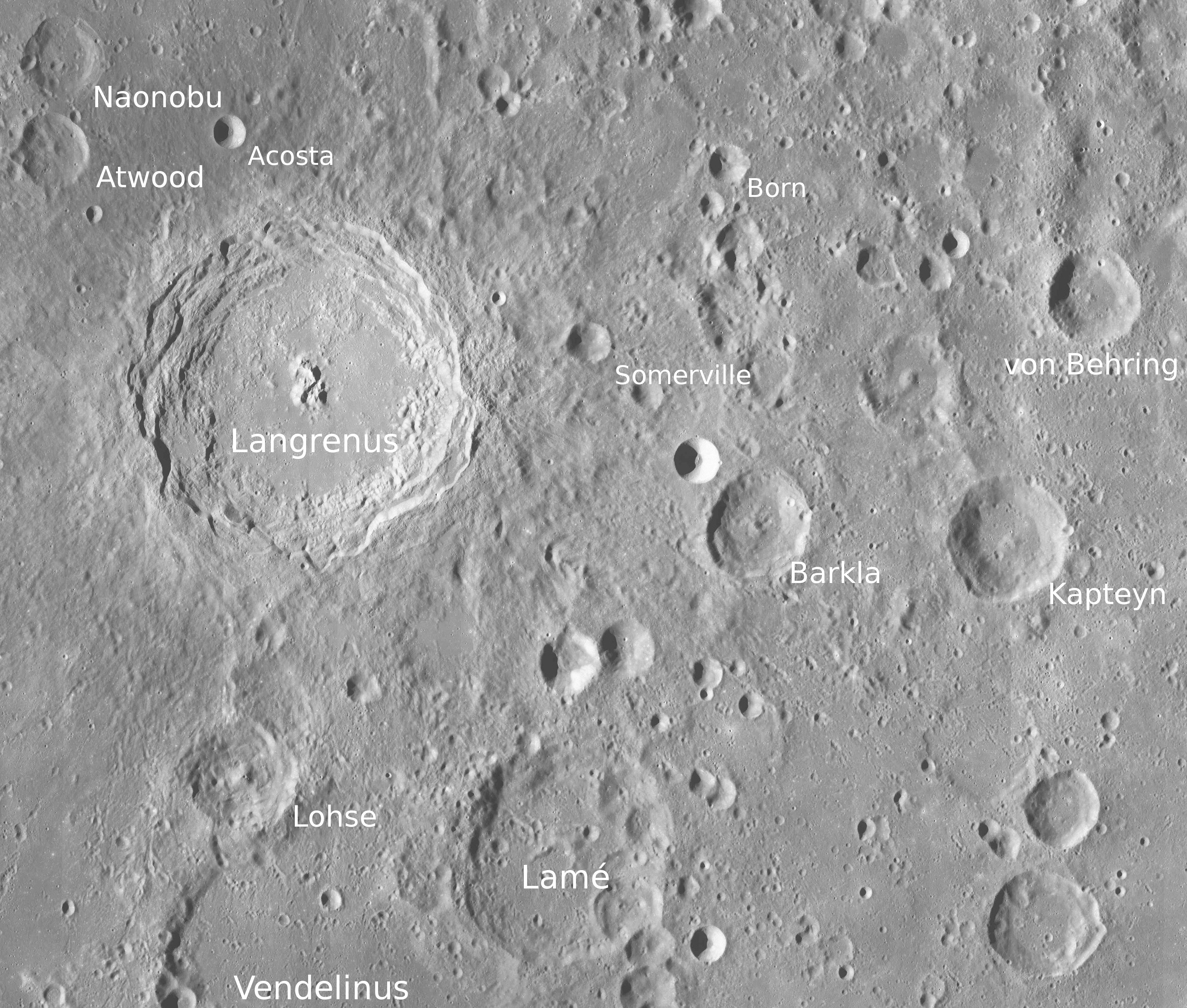
Fotografia de la missió Lunar Reconnaissance Orbiter
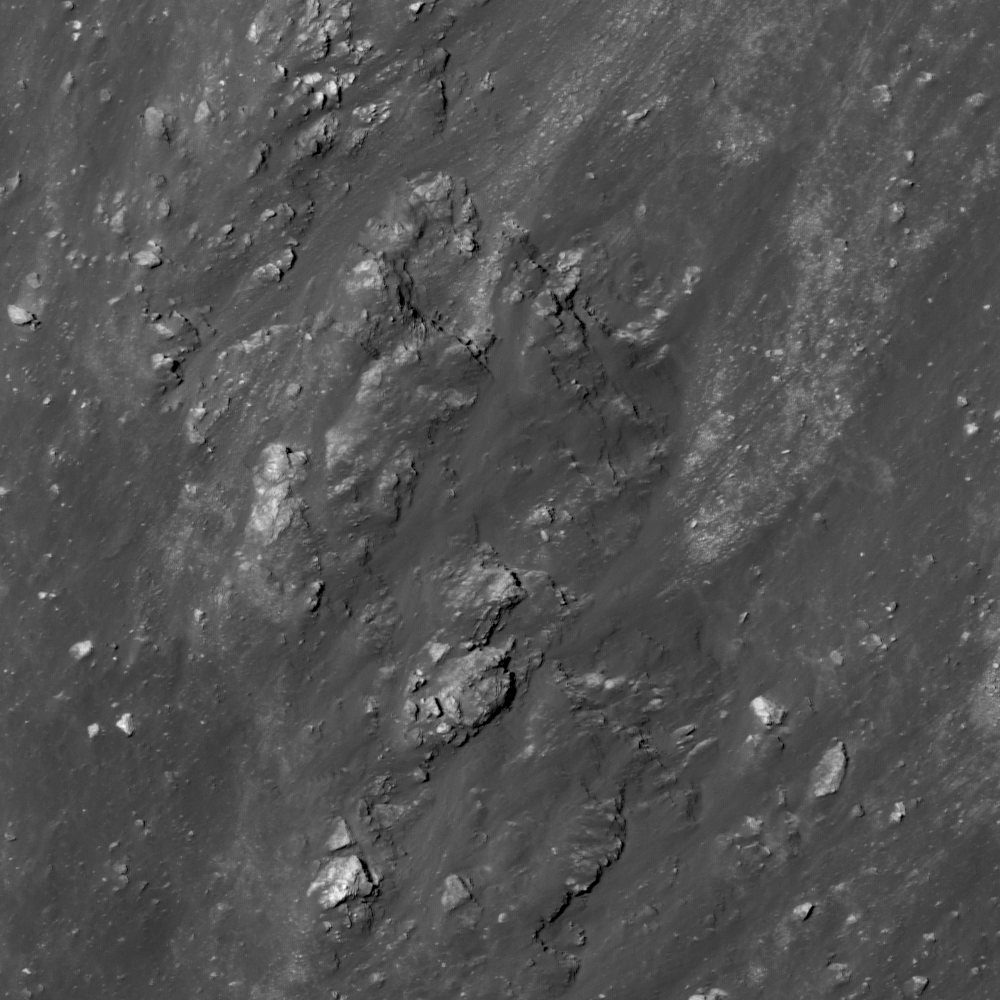
Fotografia de la missió Lunar Reconnaissance Orbiter

La paret interior de Langrenus és aterrassada, ampla i irregular, amb una amplitud mitjana d'uns 20 quilòmetres. Les rampes externes són irregulars i muntanyoses, amb un sistema de marques radials brillants, i fragments rocosos escampats a través del mare a l'oest. L'interior del cràter té una albedo més alta que l'entorn, de manera que el cràter sobresurt de manera prominent quan és il·luminat directament pel Sol. El seu sòl està recobert per nombrosos blocs de roca, i és lleugerament irregular a la meitat nord-oest. Els pics centrals s'eleven aproximadament a un quilòmetre per sobre del sòl, aconseguint un pic situat a la vora oriental una altitud de 3 km.

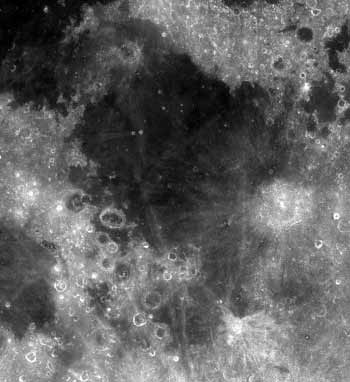
En la vora oriental del Mare Fecunditatis es troba el cràter Langrenus, vist com l'àrea grisa més clara al centre dreta de la foto
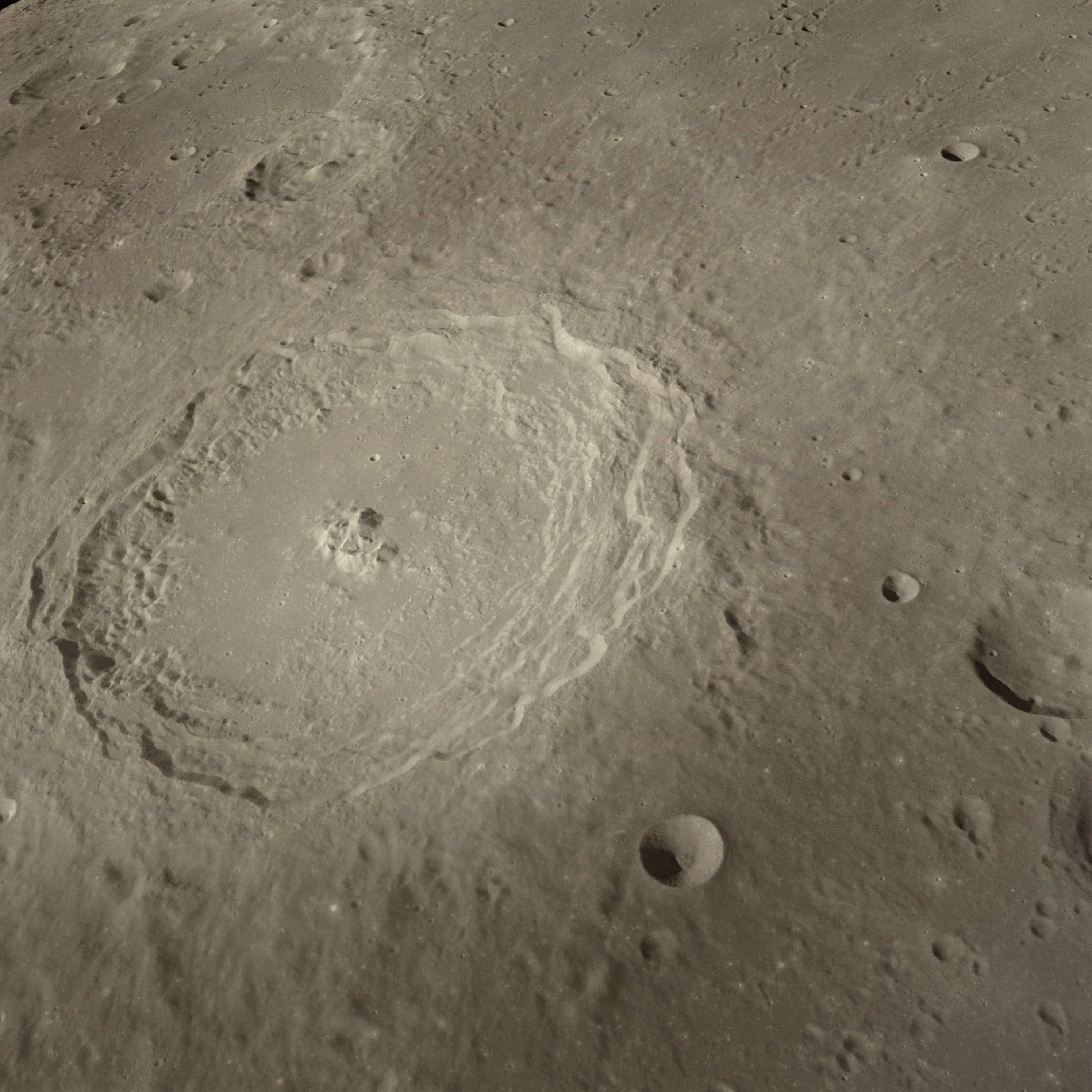
Vista des de l'Apollo 8, la primera missió tripulada a la Lluna. Durant la missió, l'astronauta James Lovell va descriure Langrenus com "un cràter bastant gran; amb un con central. Les parets del cràter estan aterrassades, amb uns sis o set nivells cap avall."
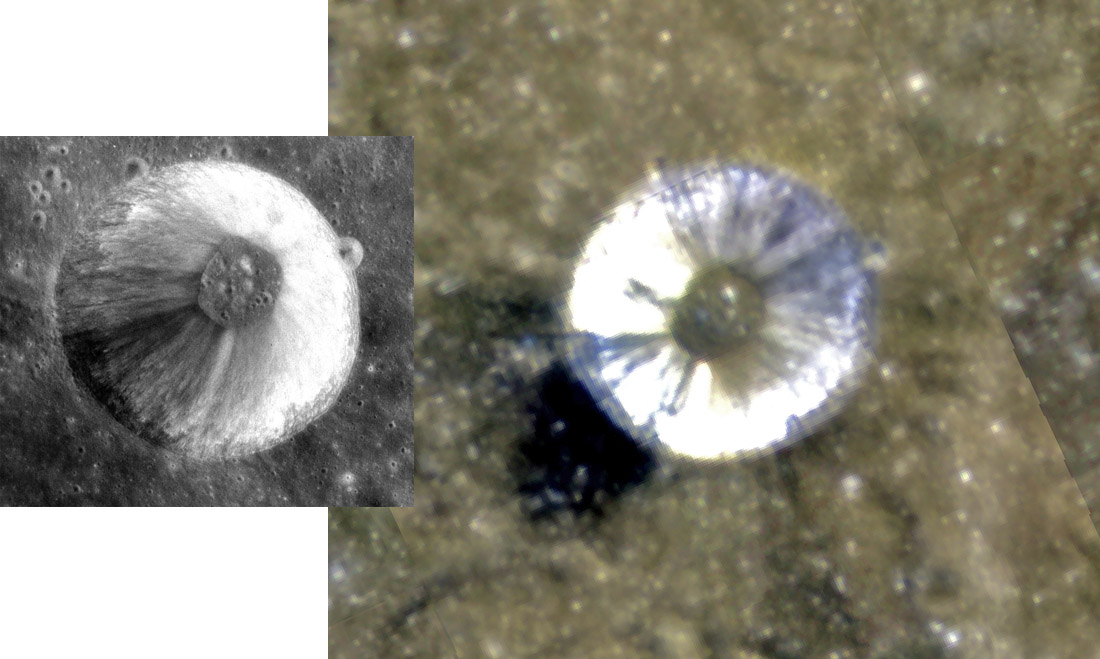
Langrenus M. Fotografia de la missió Clementine (1994)

En el passat no s'ha considerat la presència al cràter de fenòmens lunars transitoris. No obstant això, el 30 de desembre de 1992, Audouin Dollfus de l'Observatori de París va observar una sèrie de resplendors a terra d'aquest cràter utilitzant el telescopi d'un metre. Aquests resplendors van canviar de forma amb el temps, i el professor Dollfus va considerar que probablement es podria tractar d'una emissió gasosa. El sòl esquerdat del cràter va poder haver estat la font del gas.
L'astrònom flamenc Michel Florent van Langren va ser la primera persona a dibuixar un mapa lunar mentre donava noms a molts dels elements del relleu. Fins i tot va denominar a aquest cràter amb el seu propi nom. Irònicament, aquest és l'únic dels elements que va nomenar que ha conservat la seva designació original..

## Cràters satèl·lit
Per convenció aquests elements són identificats en els mapes lunars posant la lletra en el costat del punt mitjà del cràter que està més proper a Langrenus.

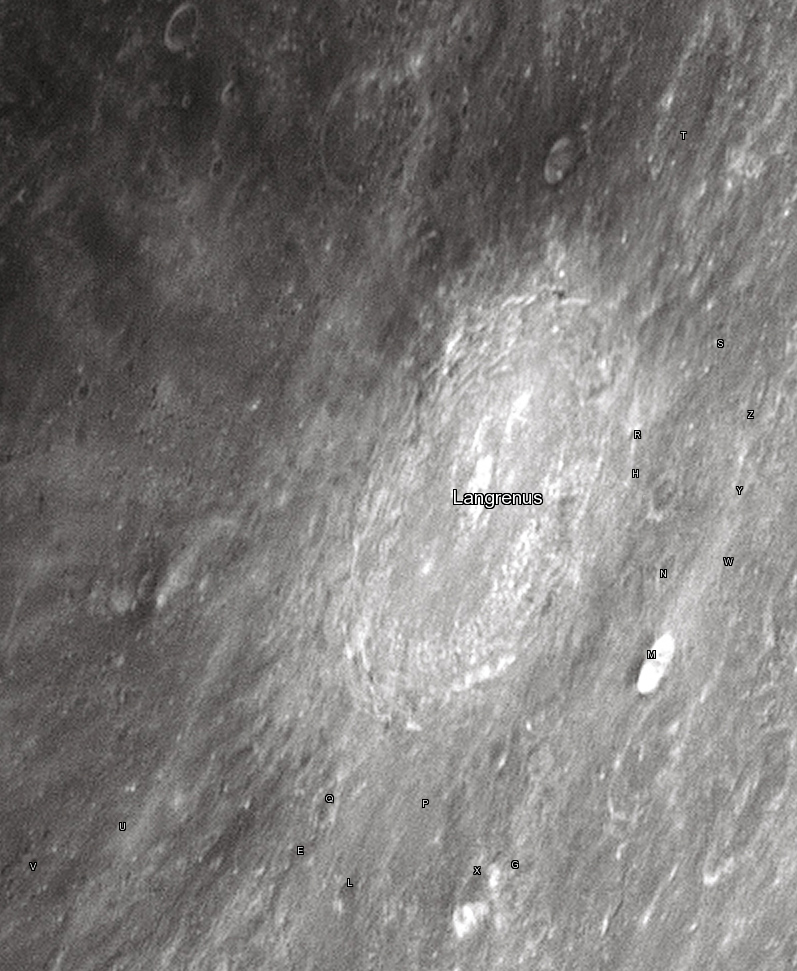
Cràters satèl·lit
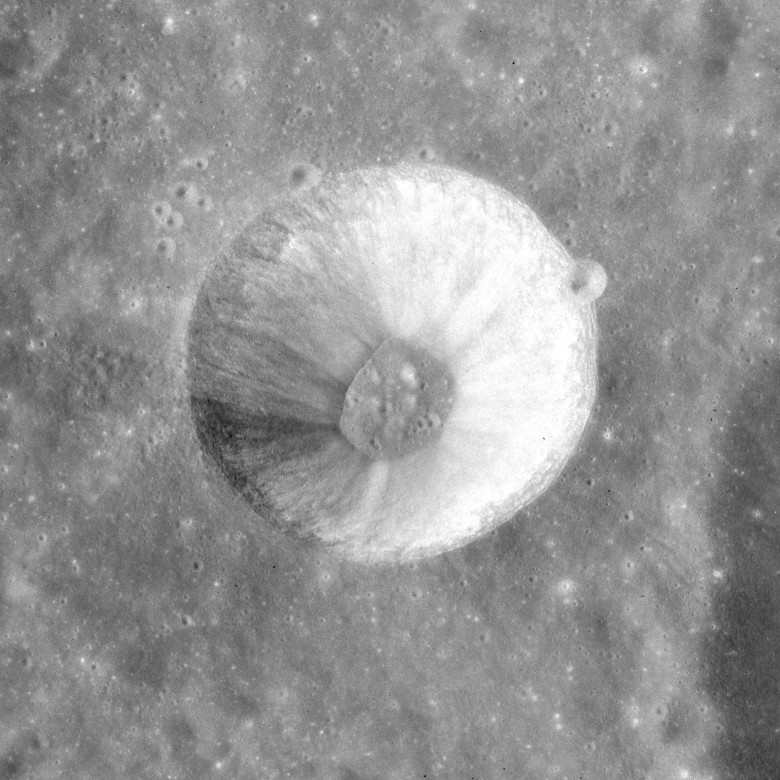
Langrenus M
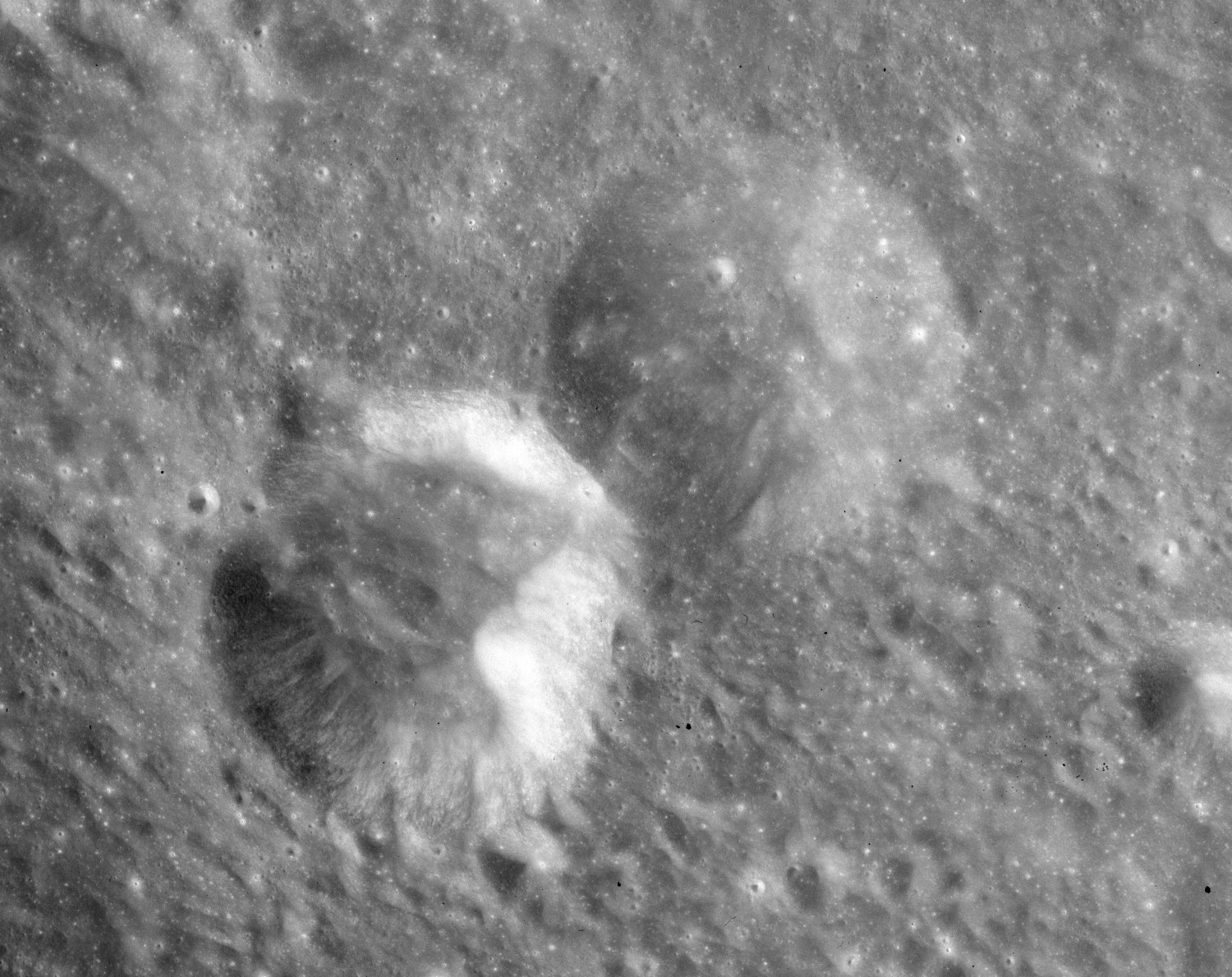
Langrenus X

| Langrenus | Coordenades                          | Diàmetre |
| --------- | ------------------------------------ | -------- |
| E         | 12° 42′ S, 60° 36′ E / 12.7°S,60.6°E | 30 km    |
| G         | 12° 06′ S, 65° 24′ E / 12.1°S,65.4°E | 23 km    |
| H         | 8° 00′ S, 64° 18′ E / 8.0°S,64.3°E   | 23 km    |
| L         | 13° 12′ S, 62° 12′ E / 13.2°S,62.2°E | 12 km    |
| M         | 9° 48′ S, 66° 24′ E / 9.8°S,66.4°E   | 17 km    |
| N         | 9° 00′ S, 65° 42′ E / 9.0°S,65.7°E   | 12 km    |
| P         | 12° 06′ S, 63° 06′ E / 12.1°S,63.1°E | 42 km    |
| Q         | 11° 54′ S, 60° 42′ E / 11.9°S,60.7°E | 12 km    |
| R         | 7° 42′ S, 63° 36′ E / 7.7°S,63.6°E   | 5 km     |
| S         | 6° 42′ S, 64° 42′ E / 6.7°S,64.7°E   | 9 km     |
| T         | 4° 36′ S, 62° 30′ E / 4.6°S,62.5°E   | 42 km    |
| U         | 12° 36′ S, 57° 06′ E / 12.6°S,57.1°E | 4 km     |
| V         | 13° 12′ S, 55° 54′ E / 13.2°S,55.9°E | 5 km     |
| W         | 8° 36′ S, 67° 18′ E / 8.6°S,67.3°E   | 23 km    |
| X         | 12° 24′ S, 64° 42′ E / 12.4°S,64.7°E | 25 km    |
| Y         | 7° 48′ S, 66° 54′ E / 7.8°S,66.9°E   | 27 km    |
| Z         | 7° 06′ S, 66° 24′ E / 7.1°S,66.4°E   | 20 km    |

Molts dels cràters associats més significatius que envolten a Langrenus han estat canviats el nom per la UAI:
- Langrenus A -  Vegeu  Barkla.
- Langrenus B -  Vegeu  Naonobu.
- Langrenus C -  Vegeu  Acosta.
- Langrenus D -  Vegeu  Al-Marrakushi.
- Langrenus F -  Vegeu  Bilharz.
- Langrenus J -  Vegeu  Somerville.
- Langrenus K -  Vegeu  Atwood.